# Pestalotia
Genre
Pestalotia est un genre de champignons ascomycètes de la famille des Amphisphaeriaceae.
Plusieurs espèces de ce genre sont des agents pathogènes des plantes.

## Synonyme
Selon MycoBank (16 septembre 2014) :
- Pestalozzia De Not. (1841)

## Liste d'espèces
Selon Catalogue of Life (16 septembre 2014) :
- Pestalotia acaciae
- Pestalotia aceris
- Pestalotia albomaculans
- Pestalotia algeriensis
- Pestalotia ananas
- Pestalotia aomoriensis
- Pestalotia avenae
- Pestalotia banksiae
- Pestalotia berberidis
- Pestalotia brassicae
- Pestalotia brassicicola
- Pestalotia buteae
- Pestalotia bykovii
- Pestalotia caffra
- Pestalotia calophylli
- Pestalotia carissae
- Pestalotia caroliniana
- Pestalotia chamaecyparidis
- Pestalotia chartarum
- Pestalotia cocculi
- Pestalotia congensis
- Pestalotia coumarounae
- Pestalotia crataegi
- Pestalotia cryptomeriicola
- Pestalotia curta
- Pestalotia dianellae
- Pestalotia diospyri
- Pestalotia elasticae
- Pestalotia elegans
- Pestalotia embeliae
- Pestalotia eriobotryicola
- Pestalotia eugeniae
- Pestalotia ficicola
- Pestalotia filisetula
- Pestalotia flagisetula
- Pestalotia gaurae
- Pestalotia goramghatensis
- Pestalotia guaranitica
- Pestalotia gubaiana
- Pestalotia heterocornis
- Pestalotia hughesii
- Pestalotia jeolikotensis
- Pestalotia jodhpurensis
- Pestalotia juniperi
- Pestalotia kasagiensis
- Pestalotia kawakamii
- Pestalotia lapageriicola
- Pestalotia laricicola
- Pestalotia lepironiae
- Pestalotia lignicola
- Pestalotia lignorum
- Pestalotia litchii
- Pestalotia longisetula
- Pestalotia macrotricha
- Pestalotia macrozamiae
- Pestalotia melaleucae
- Pestalotia multiseta
- Pestalotia olivacea
- Pestalotia parrotiae
- Pestalotia pauciseta
- Pestalotia pezizoides
- Pestalotia phoenicicola
- Pestalotia photiniae
- Pestalotia pitospora
- Pestalotia poonensis
- Pestalotia populi-nigrae
- Pestalotia pycnidiiformis
- Pestalotia quercus-dentatae
- Pestalotia raphiolepidis-liukiuensis
- Pestalotia rhododendri
- Pestalotia rosae
- Pestalotia salicis-purpureae
- Pestalotia sarcomphali
- Pestalotia stevensonii
- Pestalotia subsessilis
- Pestalotia thujopsidis
- Pestalotia torrendia
- Pestalotia torrendii
- Pestalotia uljanischevii
- Pestalotia vaccinii
- Pestalotia vermiformis
- Pestalotia veronicae
- Pestalotia vismifolia
- Pestalotia watsoniae
- Pestalotia weinmanniae

Selon Index Fungorum (16 septembre 2014) :
- Pestalotia abietina Voglino 1885
- Pestalotia acaciae Thüm. 1880
- Pestalotia acaciicola Speg. 1922
- Pestalotia aceris Henn. 1900
- Pestalotia aesculi Fautrey
- Pestalotia affinis Ellis & Everh. 1889
- Pestalotia affinis Sacc. & Voglino 1885
- Pestalotia albomaculans Henn. 1904
- Pestalotia aletridis (Pat.) Guba 1932
- Pestalotia algeriensis (Sacc. & Berl.) Guba 1961
- Pestalotia alnea Har. & Briard 1891
- Pestalotia americana Speg.
- Pestalotia ampelogena Bres. 1926
- Pestalotia ananas Sawada 1959
- Pestalotia andropogonis Rostr. 1902
- Pestalotia aomoriensis Sawada 1950
- Pestalotia arengae A. Lund 1935
- Pestalotia artemisiae Pass.
- Pestalotia asphodeli G. Boyer & Jacz. 1894
- Pestalotia aucoumeae Moreau 1948
- Pestalotia aucubae Gutner 1933
- Pestalotia aucubae R.P. White 1935
- Pestalotia austrocaledonica Crié 1878
- Pestalotia avenae R. Sprague 1962
- Pestalotia banksiae Hansf. 1954
- Pestalotia banksiana Cavara 1888
- Pestalotia berberidis Guba 1961
- Pestalotia bicilia Dearn. & Bisby 1929
- Pestalotia bicornis Durieu & Mont. 1849
- Pestalotia bischofiae Sawada 1943
- Pestalotia bladhiae Sawada 1942
- Pestalotia brassicae Guba 1961
- Pestalotia brassicicola J.V. Kachroo 1966
- Pestalotia brevipes Cooke 1878
- Pestalotia brevipes Prill. & Delacr. 1894
- Pestalotia briardii Lendn. 1916
- Pestalotia brideliae C.I. Chen 1932
- Pestalotia bromeliicola Speg. 1919
- Pestalotia burchelliae Laughton 1948
- Pestalotia buteae Panwar, Purohit & N.L. Vyas 1972
- Pestalotia bykovii Kravtzev 1961
- Pestalotia byrsonimae Höhn. 1907
- Pestalotia caffra Syd. & P. Syd. 1914
- Pestalotia calami Sawada 1942
- Pestalotia callophylli Henn. 1908
- Pestalotia callunae Ces.
- Pestalotia calophylli Henn. 1908
- Pestalotia camphorae G. Kuros. 1908
- Pestalotia canangae Maubl.
- Pestalotia capiomonti Bainier & Sartory 1912
- Pestalotia carissae Guba 1961
- Pestalotia caroliniana Guba 1961
- Pestalotia cassines Laughton 1948
- Pestalotia castagnei Desm. 1846
- Pestalotia caulicola Lév. 1846
- Pestalotia cavendishiae Chardón & Toro 1930
- Pestalotia cesatii Rabenh.
- Pestalotia chamaecyparidis Sawada 1950
- Pestalotia chamaeropis Pass. 1890
- Pestalotia chartarum Bres. 1915
- Pestalotia choenostroma Lacroix 1857
- Pestalotia chrysanthemi Hollós 1906
- Pestalotia cinnamomi Dzhalag. 1965
- Pestalotia cinnamomi Petch 1925
- Pestalotia cinnamomi Rahman 1962
- Pestalotia clavata Cooke & Ellis 1878
- Pestalotia cliftoniae Tracy & Earle 1895
- Pestalotia coccolobae Ellis & Everh. 1896
- Pestalotia cocculi Guba 1961
- Pestalotia coffeicola Av.-Saccá 1925
- Pestalotia coffeicola Sawada 1959
- Pestalotia compacta Berk. & M.A. Curtis 1874
- Pestalotia conceptionis Speg. 1910
- Pestalotia congensis Henn. 1908
- Pestalotia conglomerata Bres. 1891
- Pestalotia conspicua Servazzi 1934
- Pestalotia coperniciae Speg. 1911
- Pestalotia coptospermae Henn. 1908
- Pestalotia cornifolia Ellis & Everh. 1888
- Pestalotia coryli Rostr. 1895
- Pestalotia coumarounae (Cif. & Gonz. Frag.) Cif. 1962
- Pestalotia crataegi Ellis & Everh. 1900
- Pestalotia cryptomeriicola Sawada 1950
- Pestalotia cuboniana Brizi 1896
- Pestalotia cupressina Niessl
- Pestalotia curta Sacc. 1904
- Pestalotia depazeiformis Auersw. 1868
- Pestalotia depazeoides G.H. Otth 1869
- Pestalotia depazeoides Welw. & Curr. 1870
- Pestalotia dianellae J.V. Almeida & Sousa da Câmara 1904
- Pestalotia dianellicola Sawada 1942
- Pestalotia dianthi I.E. Brezhnev 1939
- Pestalotia diospyri Syd. & P. Syd. 1913
- Pestalotia dodonaeae Canonaco 1936
- Pestalotia duporti Pat. 1912
- Pestalotia ecdysantherae Sawada 1943
- Pestalotia elaeagni J.V. Almeida & Sousa da Câmara 1909
- Pestalotia elasticae Koord. 1907
- Pestalotia elegans Gucevič 1977
- Pestalotia elephants Carman
- Pestalotia ellisii Sacc. & P. Syd. 1899
- Pestalotia embeliae M.S. Patil & Thite 1977
- Pestalotia encephalartos Laughton 1948
- Pestalotia epigaea Henn.
- Pestalotia epilobii Rolland & Fautrey 1894
- Pestalotia eriobotrifolia Guba 1961
- Pestalotia eriobotryae McAlpine 1895
- Pestalotia eriobotryae-japonicae Sawada 1943
- Pestalotia eriobotryicola Sawada 1959
- Pestalotia eucalypti Thüm. 1881
- Pestalotia eugeniae Thüm. 1880
- Pestalotia europaea Grove
- Pestalotia everhartii Sacc.
- Pestalotia fautreyi P. Karst. & Roum. 1890
- Pestalotia feijoae Savelli
- Pestalotia fibricola Grove 1886
- Pestalotia fibriseda Ellis & Barthol. 1896

Selon NCBI (16 septembre 2014) :
- Pestalotia aceris
- Pestalotia aletridis
- Pestalotia algeriensis
- Pestalotia bicolor
- Pestalotia cinchonae
- Pestalotia gaurae
- Pestalotia lambertiae
- Pestalotia lawsoniae
- Pestalotia palmarum
- Pestalotia pampeana
- Pestalotia rhododendri
- Pestalotia subcuticularis
- Pestalotia thujae
- Pestalotia vaccinii